# Katogola
Katogola est un village près de la commune rurale de Loulouni.
C'est un village où l'agriculture est développée : la patate douce et le gombo en grande quantité ; le riz, le maïs, le mil, l'igname, la banane, le sorgho, etc.